# 테아나우 호수
테아나우 호수(Lake Te Anau)는 뉴질랜드의 남섬의 남서 모서리에 있는 호수이다. 그 이름은 마오리어로 "소용돌이치는 물 동굴"을 의미하는 Te Ana - au에 근거한다. 이 호수는 344km2의 면적으로, 타우포 호수에 이어 뉴질랜드에서 두 번째로 큰 호수이며, 남섬에서 가장 큰 것이다.

## 개요
호수의 주요 부분은 남북으로 65km 길이로 뻗어있다. 3개의 큰 피요르드, 노스 피오르드, 미들 피오르드, 사우스 피요르드 호수 서쪽에 후미를 형성하고 있다. 미들 피요르드의 입구에 있는 섬의 길다란 축을 따라 북서쪽과 남서쪽 두 갈래로 나뉘고 있다. 이 호수는 해발 210m, 최대 수심이 270m이므로 호저는 해수면 아래에 있다.
일부 하천이 호수에 쏟고 있지만, 가장 중요한 것은 에글링턴 강이고, 노스 피오르드 입구 건너편 부근에서 동쪽 호수로 흘러든다. 흐르는 하천은 와이아우강에서 마나포우리 호수를 향해 남쪽으로 몇 km에 걸쳐 흐르고 있다. 테아나우 타운은 와이아우강 근처 호수의 남동쪽 모퉁이에 있다.
호수의 대부분은 피오르드랜드 국립공원과 세계유산 테와히포우나무 범위 안에 있다. 테아나우의 구획을 제외하면, 호수의 가까이에 인간의 거주지는 에글링턴 강 하구의 테아나우 다운스 농업 마을이다. 이러한 두 종류 거주지 사이의 토지는 험준한 산악 지대이다. 그러나 다른 땅은 산뿐이고, 특히 서안은 케플러 산맥과 머치슨 산맥이 호수에서 1,400m 주도하고 있다.
그레이트 워크라는 뉴질랜드를 대표하는 트레킹 코스 중 두 개가 이 호수를 출발점으로 하고 있다. 밀포드 트랙이 호수의 북쪽에서 발원하여 그리고 케플러 트랙이 호수 남단의 와이아우강에서 시작해 이곳을 종점으로 하고 있다.
테아나우 호수 근처에는 여러 종류의 멸종 위기에 처한 조류가 서식하고 있으며, 유명한 것은 타카헤(Notornis hochstetteri)이다. 미들 피오르드와 사우스 피오르드 사이의 머치슨 산맥이라고 불리는 지역은 이 새를 위해 지정된 보호 구역이다. 서안은 호수의 이름의 근원이 된 테아나우 동굴로도 유명하다.

## 갤러리

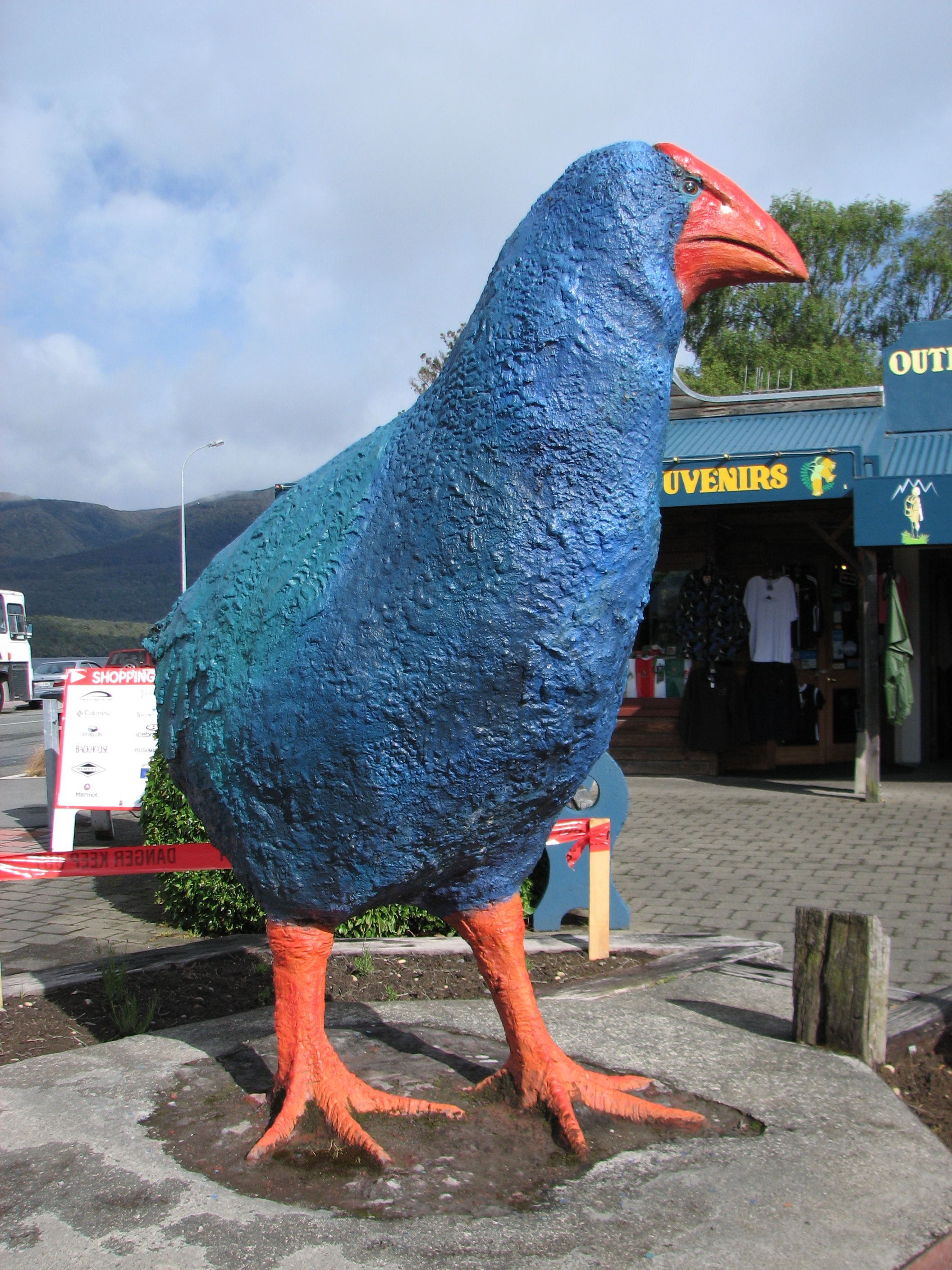
테아나우에 있는 타카헤 조각
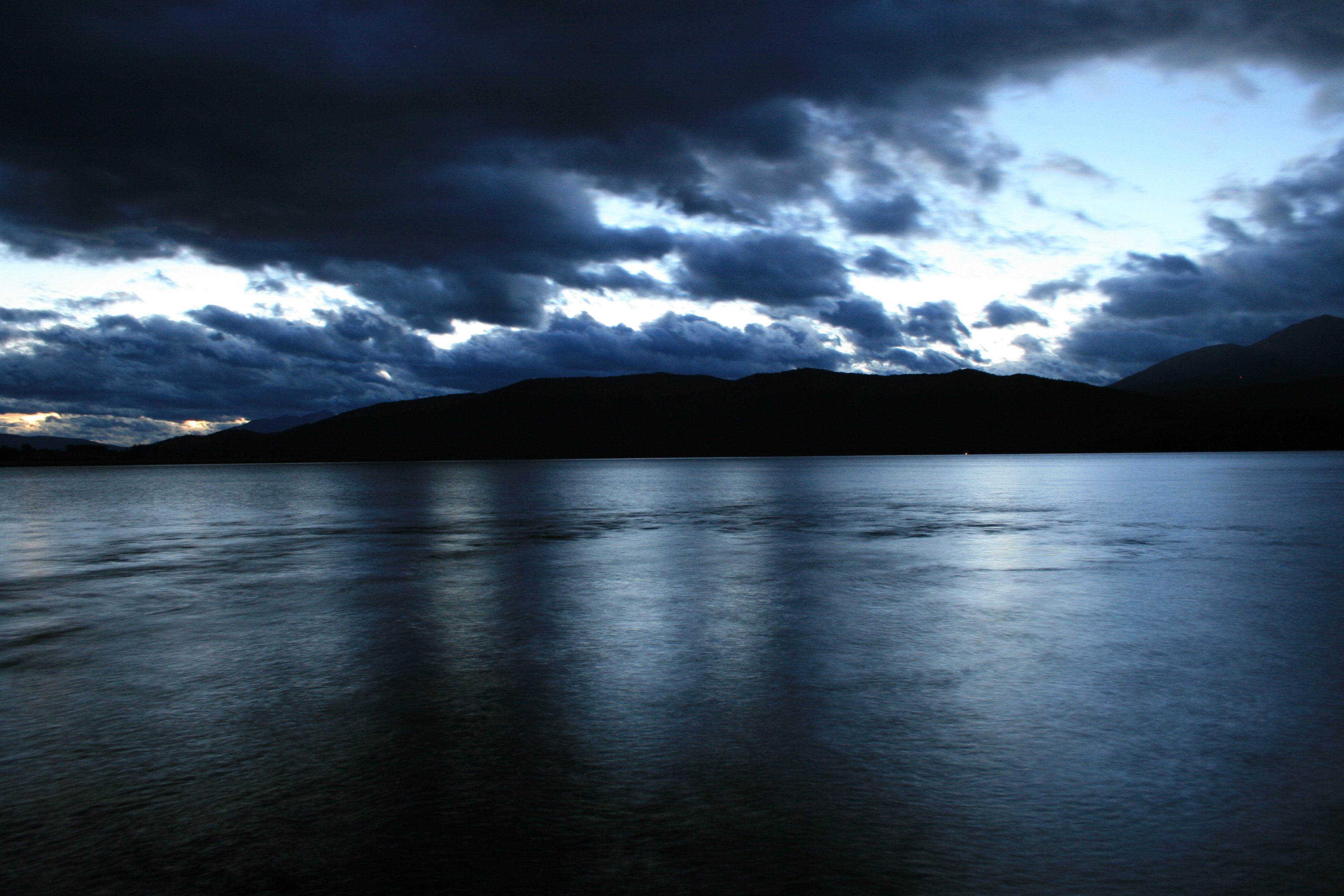
황혼의 테아나우 호수